# Mandat pour la Palestine

Carte du Moyen-Orient en 1920 : alors que le document du mandat pour la Palestine couvre à la fois la Palestine mandataire (à partir de 1920) et l'émirat de Transjordanie (ajouté en 1921), la Transjordanie n'a jamais fait partie de la Palestine mandataire
.,
.,
.,
.

Le mandat pour la Palestine est un mandat de la Société des Nations pour l'administration britannique des territoires de Palestine et de Transjordanie - qui avaient fait partie de l'Empire ottoman pendant quatre siècles - après la défaite de l'Empire ottoman lors de la Première Guerre mondiale. Le mandat est attribué à la Grande-Bretagne par la conférence de San Remo, en avril 1920, après la concession par la France, lors de l'accord Clemenceau-Lloyd George de 1918 (en), de l'« administration internationale » de la Palestine convenue précédemment dans le cadre des accords Sykes-Picot. La Transjordanie est ajoutée au mandat après que le royaume arabe de Syrie ait été renversé par les Français lors de la guerre franco-syrienne. L'administration civile commence en Palestine et en Transjordanie en juillet 1920 et en avril 1921, respectivement, et le mandat est en vigueur du 29 septembre 1923 au 15 mai 1948 pour la Palestine et au 25 mai 1946 pour la Transjordanie.
Le document du mandat est basé sur l'article 22 du pacte de la Société des Nations, du 28 juin 1919 et sur la résolution de San Remo du 25 avril 1920 du Conseil suprême des principales puissances alliées. L'objectif des mandats sur les anciens territoires de l'Empire ottoman est de fournir « des conseils et une assistance administrative par un mandataire jusqu'à ce qu'il soit en mesure de se suffire à lui-même ». La frontière entre la Palestine et la Transjordanie est fixée dans le document final du mandat, et la frontière nord approximative avec le mandat français en Syrie et au Liban est fixée dans l'accord Paulet-Newcombe du 23 décembre 1920.
En Palestine, le mandat impose à la Grande-Bretagne de mettre en œuvre le « foyer national pour le peuple juif » de la déclaration Balfour aux côtés des Arabes palestiniens, qui constituent la grande majorité de la population locale (en) ; cette exigence et d'autres ne s'appliquent toutefois pas à l'émirat arabe séparé qui doit être établi en Transjordanie. Les Britanniques contrôlent la Palestine pendant près de trois décennies, supervisant une succession de protestations, d'émeutes et de révoltes entre les communautés juives et arabes palestiniennes. Pendant le mandat, la région voit naître deux mouvements nationalistes : les Juifs et les Arabes palestiniens. Les conflits intercommunautaires en Palestine mandataire aboutissent à la grande révolte arabe de 1936-1939 et à l'insurrection juive de 1944-1948 (en). Le plan de partage de la Palestine, adopté par les Nations unies le 29 novembre 1947 prévoit la création d'États juif et arabe distincts, fonctionnant en union économique, ainsi que le transfert de Jérusalem sous la tutelle des Nations unies. Deux semaines plus tard, le ministre des colonies Arthur Creech Jones annonce que le mandat britannique prendra fin le 15 mai 1948. Le dernier jour du mandat, la communauté juive publie la déclaration d'indépendance de l'État d'Israël. Après l'échec du plan de partage de la Palestine des Nations unies, la guerre israélo-arabe de 1948 se termine par le partage de la Palestine mandataire avec Israël, l'annexion de la Cisjordanie par la Jordanie (en) et le protectorat égyptien de toute la Palestine dans la bande de Gaza (en).
La Transjordanie est ajoutée au mandat à la suite de la conférence du Caire de mars 1921, au cours de laquelle il est convenu qu'Abdullah bin Hussein administre le territoire sous les auspices du mandat palestinien. Depuis la fin de la guerre, ce territoire est administré depuis Damas par une administration militaire mixte arabo-britannique dirigée par le frère cadet d'Abdallah, Fayçal, puis il devient un no man's land après la défaite de l'armée de Fayçal par les Français (en) en juillet 1920 et le choix initial des Britanniques d'éviter un lien définitif avec la Palestine. L'ajout de la Transjordanie reçoit une forme juridique le 21 mars 1921, lorsque les Britanniques incorporent l'article 25 dans le mandat palestinien. L'article 25 est mis en œuvre par le mémorandum du 16 septembre 1922 sur la Transjordanie, qui établit une « administration de la Transjordanie » distincte pour l'application du mandat sous la supervision générale de la Grande-Bretagne. En avril 1923, cinq mois avant l'entrée en vigueur du mandat, la Grande-Bretagne annonce son intention de reconnaître un « gouvernement indépendant » en Transjordanie ; cette autonomie est renforcée par un traité du 20 février 1928 et l'État devient totalement indépendant avec le traité de Londres du 22 mars 1946 (en).

## Contexte

### Engagement à l'égard du peuple juif: la déclaration Balfour

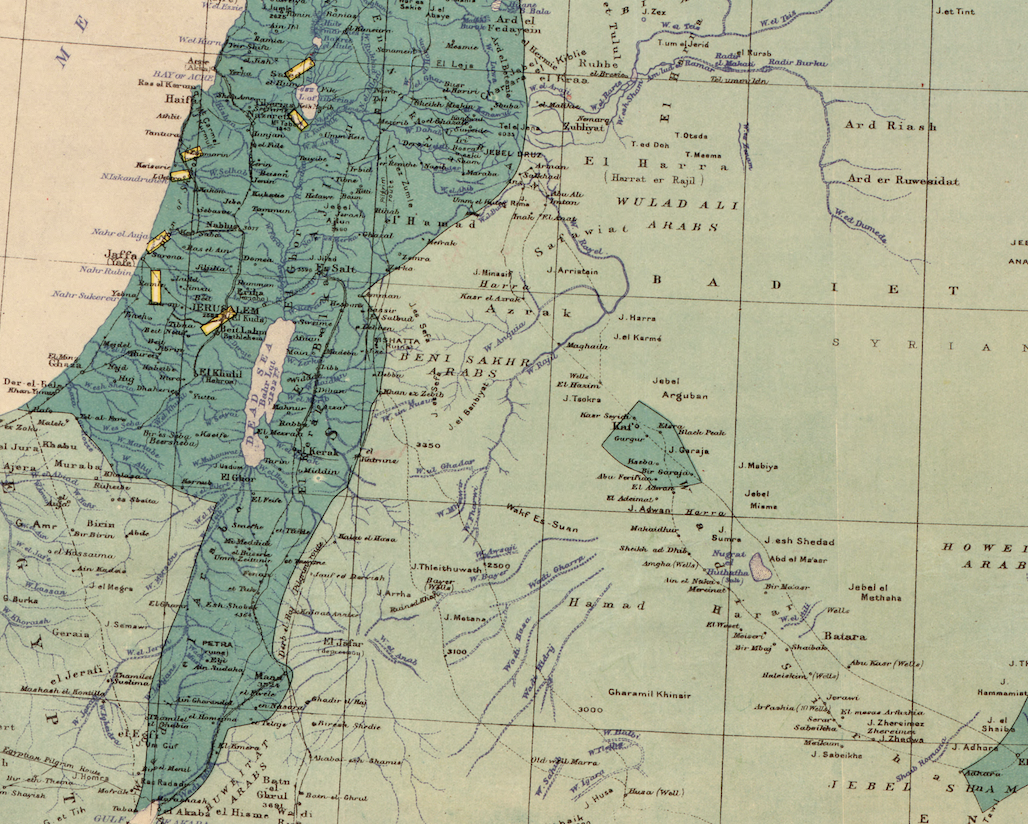
La Palestine et la Transjordanie sur une carte ethnographique du gouvernement britannique datant d'avant la Première Guerre mondiale.

Aussitôt après la déclaration de guerre à l'Empire ottoman en novembre 1914, le cabinet de guerre britannique commence à réfléchir à l'avenir de la Palestine, à l'époque, une région ottomane avec une petite minorité de population juive,. À la fin de l'année 1917, à l'approche de la déclaration Balfour, la guerre au sens large est dans l'impasse. Deux des alliés de la Grande-Bretagne ne sont pas pleinement engagés, les États-Unis n'ont pas encore subi de pertes et les Russes sont en pleine révolution d'Octobre,. La bataille de Beer-Sheva, le 31 octobre 1917, permet de sortir de l'impasse dans le sud de la Palestine. La publication de la déclaration Balfour est autorisée le 31 octobre ; la discussion précédente au sein du cabinet faisait état des avantages perçus en termes de propagande au sein de la communauté juive mondiale pour l'effort de guerre des Alliés,.
Le 2 novembre 1917, le gouvernement britannique publie la déclaration, une déclaration publique annonçant son soutien à l'établissement d'un « foyer national pour le peuple juif » en Palestine. Les premiers mots de la déclaration représentent la première expression publique de soutien au sionisme de la part d'une grande puissance politique. L'expression « foyer national » n'a pas de précédent en droit international et est intentionnellement vague quant à la question de savoir si un État juif est envisagé. Les frontières prévues de la Palestine ne sont pas spécifiées et le gouvernement britannique confirme plus tard que les mots « en Palestine » signifient que le foyer national juif n'est pas censé couvrir toute la Palestine,,. La seconde moitié de la déclaration est ajoutée pour satisfaire les opposants à la politique, qui affirment qu'elle portera préjudice à la position de la population locale de Palestine et encourage l'antisémitisme dans le monde entier (selon les présidents du Conjoint Committee, David Lindo Alexander (en) et Claude Montefiore, dans une lettre au Time) « en faisant des Juifs des étrangers sur leur terre natale ». La déclaration appelle à la sauvegarde des droits civils et religieux des Arabes palestiniens, qui constituent la grande majorité de la population locale, et des droits des communautés juives dans n'importe quel autre pays.
La déclaration Balfour est ensuite incorporée dans le mandat pour la Palestine afin qu'elle soit mise en œuvre. Contrairement à la déclaration elle-même, le mandat est juridiquement contraignant pour le gouvernement britannique.

### Engagement à l'égard de la population arabe: la correspondance McMahon-Hussein
Entre juillet 1915 et mars 1916, une série de dix lettres est échangée entre Hussein ben Ali (roi du Hedjaz), le chef de la dynastie hachémite qui gouverne la région du Hedjaz depuis près d'un millénaire, et le lieutenant-colonel Henry McMahon, haut-commissaire britannique en Égypte (en). Dans ces lettres, notamment celle du 24 octobre 1915, le gouvernement britannique accepte de reconnaître l'indépendance arabe après la guerre en échange du lancement par le chérif de La Mecque de la révolte arabe contre l'Empire ottoman,. Si la main-d'œuvre arabe et les connaissances locales aux côtés de l'armée britannique présentent un certain intérêt militaire, la principale raison de cet accord est de contrecarrer la déclaration ottomane de jihad (« guerre sainte ») contre les Alliés et de conserver le soutien des 70 millions de musulmans de l'Inde britannique (en) (en particulier ceux de l'armée des Indes qui ont été déployés sur tous les principaux théâtres de la guerre élargie (en)).
La zone d'indépendance arabe est définie « dans les limites et frontières proposées par le shérif de La Mecque », à l'exclusion d'une zone côtière située à l'ouest des « districts de Damas, Homs, Hama et Alep ». Les interprétations contradictoires de cette description suscitent de vives controverses au cours des années suivantes.
Un différend particulier, qui se poursuit encore de nos jours, porte sur la question de savoir si la Palestine fait partie de l'exclusion côtière,. Lors de la conférence de la paix de Paris, en 1919, le Premier ministre britannique David Lloyd George déclare à son homologue français Georges Clemenceau et aux autres alliés que la correspondance McMahon-Hussein constitue une obligation conventionnelle,.

### Engagement envers les Français: l'accord Sykes-Picot
À peu près à la même époque, un autre traité secret (en) est négocié entre le Royaume-Uni et la France (avec l'assentiment de l'Empire russe et de l'Italie) pour définir leurs sphères d'influence et de contrôle mutuellement convenues dans le cadre d'une éventuelle partition de l'Empire ottoman. Les principales négociations qui aboutisse,t à l'accord se déroulent entre le 23 novembre 1915 et le 3 janvier 1916. Le 3 janvier, les diplomates britanniques et français Mark Sykes et François Georges-Picot paraphent un mémorandum d'accord. L'accord est ratifié par leurs gouvernements respectifs les 9 et 16 mai 1916. Il attribue à la Grande-Bretagne le contrôle du sud de la Palestine, de la Jordanie et du sud de l'Irak actuels, ainsi qu'une petite zone supplémentaire comprenant les ports de Haïfa et d'Acre pour permettre l'accès à la Méditerranée. La région de la Palestine, dont les frontières sont plus petites que celles de la future Palestine mandataire, doit relever d'une « administration internationale ». L'accord sert d'abord de base au Modus Vivendi anglo-français de 1918 (en), qui fournit un cadre à l'Administration du territoire ennemi occupé (OETA) au Levant.

### Engagement envers la Société des Nations: le système des mandats

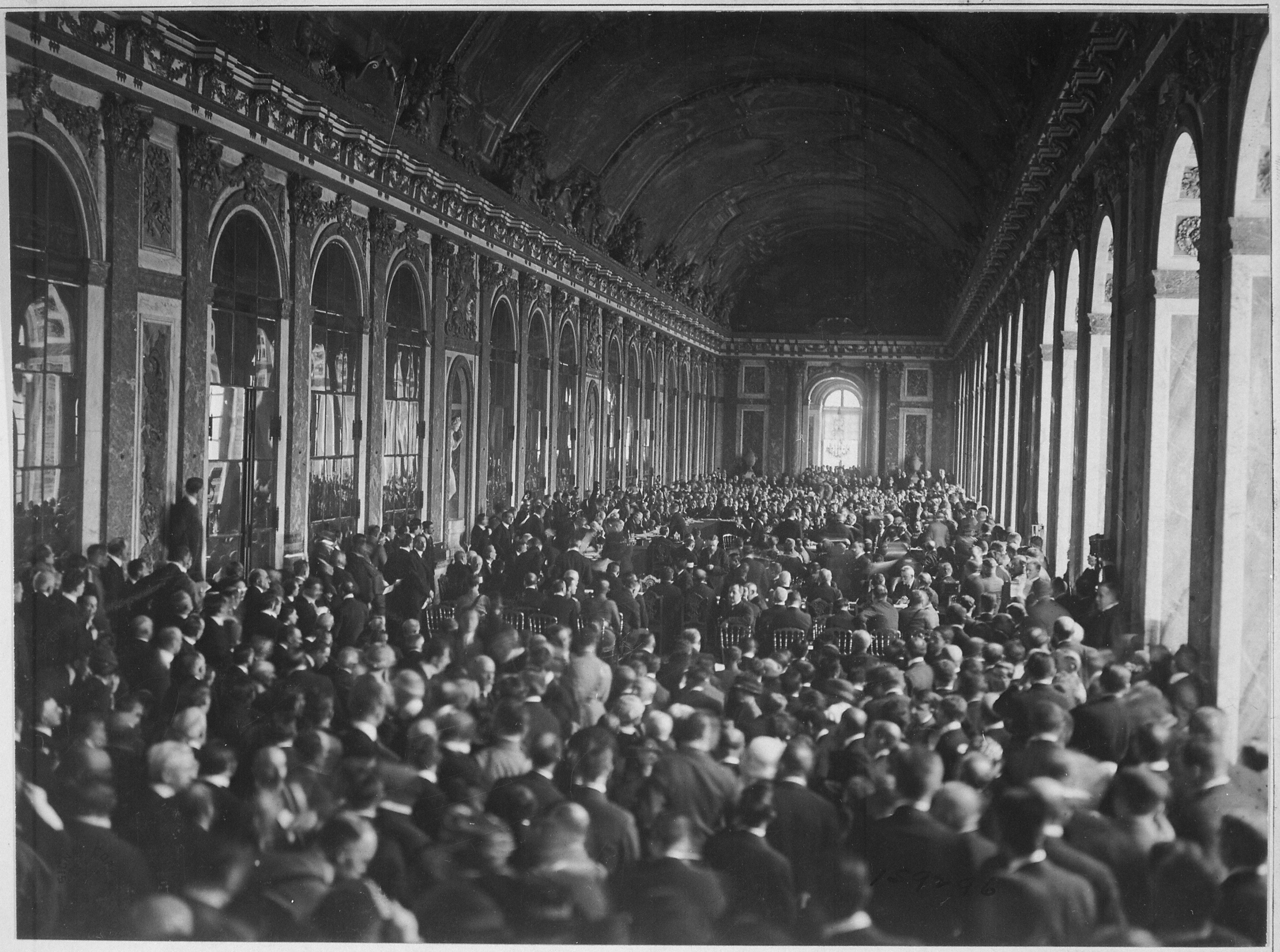
La galerie des Glaces lors de la signature des termes de la paix et la création de la Société des Nations (Versailles le 28 juin 1919).

Le système des mandats est créé au lendemain de la Première Guerre mondiale comme un compromis entre l'idéal d'autodétermination de Woodrow Wilson, énoncé dans son discours des Quatorze points de janvier 1918, et le désir des puissances européennes d'obtenir des gains pour leurs empires. Il est créé en vertu de l'article 22 du Pacte de la Société des Nations, conclu le 28 juin 1919 en tant que première partie du traité de Versailles, et il entre en vigueur le 10 janvier 1920 en même temps que le reste du traité. L'article 22 est rédigé deux mois avant la signature du traité de paix, avant qu'il ne soit convenu exactement des communautés, peuples ou territoires qui seraient couverts par les trois types de mandat énoncés aux alinéas 4, 5 et 6 - classe A « ayant appartenu à l'empire turc », classe B « de l'Afrique centrale » et classe C « de l'Afrique du Sud-Ouest et de certaines des îles du Pacifique Sud ». Le traité est signé et la conférence de paix est ajournée avant qu'une décision formelle ne soit prise,.
Deux principes directeurs constituent le cœur du système des mandats : la non-annexion du territoire et son administration en tant que « responsabilité sacrée de la civilisation » pour développer le territoire au profit de ses habitants. Le système des mandats différe fondamentalement du système du protectorat qui le précède, dans la mesure où les obligations de la puissance mandataire envers les habitants du territoire sont supervisées par une tierce partie : la Société des Nations. Les mandats doivent servir d'instruments juridiques contenant les conditions convenues au niveau international pour l'administration de certains territoires après la Première Guerre mondiale au nom de la Société des Nations. Ils ont la nature d'un traité et d'une constitution, qui contiennent des clauses relatives aux droits des minorités (en), prévoyant le droit de pétition et de décision par la Cour permanente de justice internationale.
Le processus d'établissement des mandats se déroule en deux phases : le retrait formel de la souveraineté de l'État qui contrôlait précédemment le territoire, suivi du transfert des pouvoirs obligatoires à des États individuels parmi les puissances alliées. Selon le Conseil de la Société des Nations d'août 1920, « les projets de mandats adoptés par les Puissances alliées et associées ne seront définitifs qu'après avoir été examinés et approuvés par la Société... le titre légal détenu par la Puissance mandataire doit être double : l'un conféré par les Puissances principales et l'autre par la Société des Nations ». Trois étapes sont nécessaires pour établir un mandat : en premier « les principales puissances alliées et associées confèrent un mandat à l'une d'entre elles ou à une troisième puissance » puis les principales puissances notifient officiellement au Conseil de la Société des Nations qu'une certaine puissance a été nommée mandataire pour un certain territoire défini et enfin le Conseil de la Société des Nations prend officiellement connaissance de la nomination de la puissance mandataire et l'informe qu'il [le Conseil] la considère comme investie d'un mandat et lui notifie en même temps les termes du mandat, après s'être assuré qu'ils sont conformes aux dispositions du pacte,.

## Attribution du mandat à la Grande-Bretagne

### Palestine

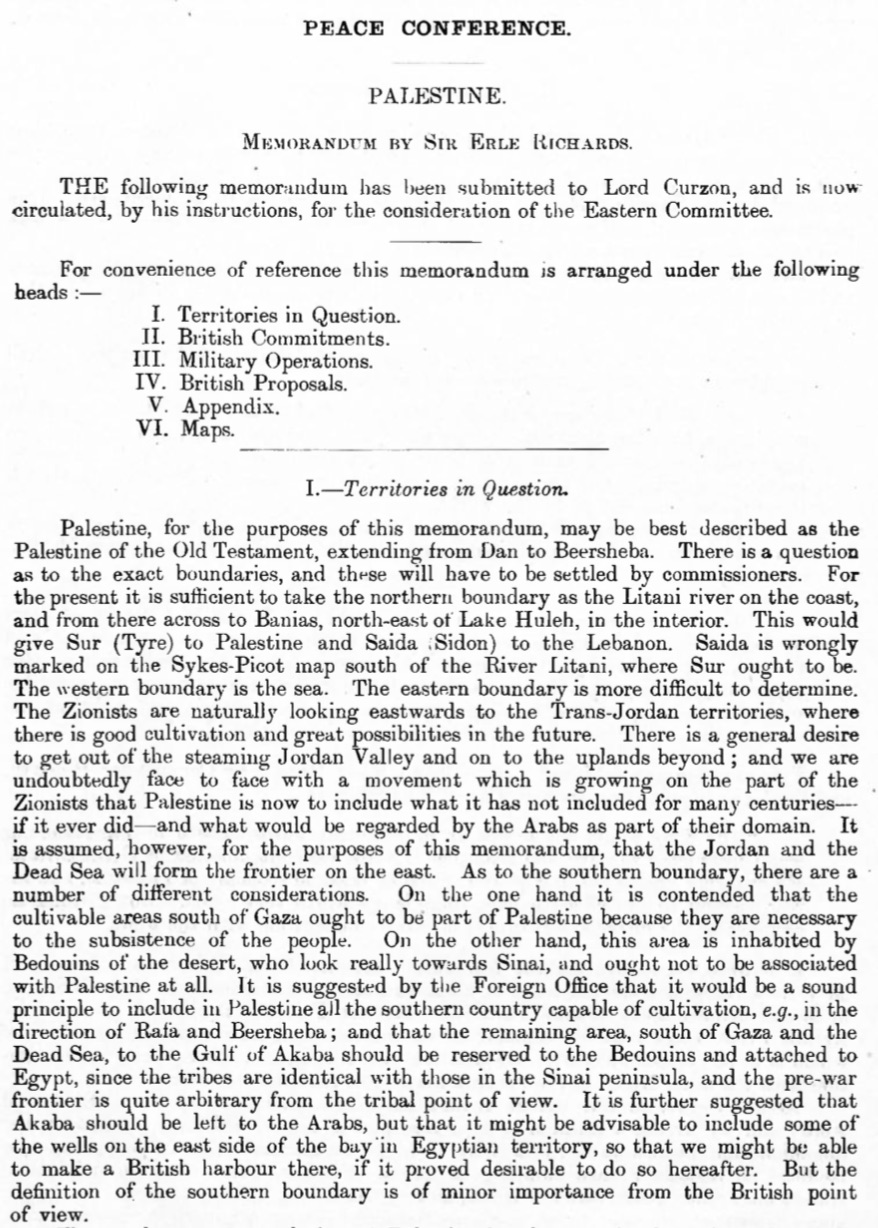
Janvier 1919 : Mémorandum du Foreign Office fixant les frontières de la Palestine pour le du Cabinet de guerre britannique avant la conférence de la paix de Paris.

Les discussions sur l'attribution du contrôle de la région commencent immédiatement après la fin de la guerre et se poursuivent lors de la conférence de la paix de Paris et de la conférence de Londres (en) de février 1920. L'attribution a lieu lors de la conférence de San Remo d'avril 1920. Le Conseil suprême des Alliés accorde les mandats pour la Palestine et la Mésopotamie (en) à la Grande-Bretagne, et ceux pour la Syrie et le Liban à la France.
En prévision de la conférence de paix, les Britanniques conçoivent une « solution chérifienne (en) » pour « mettre de l'ordre dans l'enchevêtrement » de leurs divers engagements en temps de guerre. Cette solution propose que les trois fils du chérif Hussein - devenu depuis roi du Hejaz et ses fils émirs (princes) - soient installés comme rois des pays nouvellement créés dans la région convenue entre McMahon et Hussein en 1915. La délégation hachémite à la conférence de paix de Paris, dirigée par l'émir Faisal, troisième fils de Hussein, est invitée par les Britanniques à représenter les Arabes à la conférence ; elle souhaitait que la Palestine fasse partie de l'État arabe proposé, puis modifiait cette demande pour en faire un État arabe sous mandat britannique. Le mémorandum du 1er janvier 1919 fait référence à l'objectif de « réunir les Arabes en une seule nation », définissant les régions arabes comme allant « d'une ligne Alexandrette - Perse vers le sud jusqu'à l'océan Indien ». Le mémorandum du 29 janvier stipule que « de la ligne Alexandrette -Diyarbakır vers le sud jusqu'à l'océan Indien » (avec les frontières de tout nouvel État) sont « des questions à régler entre nous, après que les souhaits de leurs habitants respectifs ont été vérifiés », dans une référence à la politique d'autodétermination de Woodrow Wilson. Dans sa présentation du 6 février 1919 à la conférence de paix de Paris, Fayçal (s'exprimant au nom du roi Hussein) demande l'indépendance arabe ou au moins le droit de choisir le mandataire,. Selon l'annexe confidentielle du rapport de la commission King-Crane d'août 1919, « les Français s'indignent du versement par les Anglais à l'émir Fayçal d'une importante subvention mensuelle qui, selon eux, couvre une multitude de pots-de-vin et permet aux Britanniques de se tenir à l'écart et de montrer qu'ils ont les mains propres pendant que des agents arabes font le sale boulot dans leur intérêt »,.
La délégation de l'Organisation sioniste mondiale à la conférence de paix - dirigée par Chaim Weizmann, qui avait été la force motrice de la déclaration Balfour - demande également un mandat britannique, affirmant le « titre historique du peuple juif sur la Palestine ». L'annexe confidentielle du rapport de la commission King-Crane note que « les Juifs sont nettement en faveur de la Grande-Bretagne en tant que puissance mandataire, en raison de la déclaration Balfour »,. Les sionistes rencontrent Fayçal deux semaines avant le début de la conférence afin de résoudre leurs différends ; l'accord Fayçal-Weizmann qui en résulte est signé le 3 janvier 1919. Avec la lettre écrite par Lawrence d’Arabie au nom de Fayçal à Felix Frankfurter en mars 1919, l'accord est utilisé par la délégation sioniste pour faire valoir que leurs plans pour la Palestine ont reçu l'approbation préalable des Arabes ; cependant, les sionistes omettent la mise en garde manuscrite de Fayçal selon laquelle l'accord est conditionné à ce que la Palestine se trouve dans la zone d'indépendance arabe,.
Les Français cèdent à titre privé la Palestine et Mossoul aux Britanniques dans un amendement (en) de décembre 1918 à l'accord Sykes-Picot ; l'amendement est finalisé lors d'une réunion à Deauville en septembre 1919,
. Les points sont confirmés à la conférence de San Remo, qui attribue officiellement le mandat pour la Palestine au Royaume-Uni en vertu de l'article 22 du Pacte de la Société des Nations. Si la France exige le maintien de son protectorat religieux en Palestine, l'Italie et la Grande-Bretagne s'y opposent. La France perd le protectorat religieux mais, grâce au Saint-Siège, continue à bénéficier des honneurs liturgiques en Palestine mandataire jusqu'en 1924 (date à laquelle ces honneurs sont abolis). Comme Weizmann le rapporte à ses collègues de la WZO à Londres en mai 1920
, les frontières des territoires sous mandat n'ont pas été spécifiées à San Remo et seraient « déterminées par les principales puissances alliées » à un stade ultérieur,,.

### Ajout de la Transjordanie

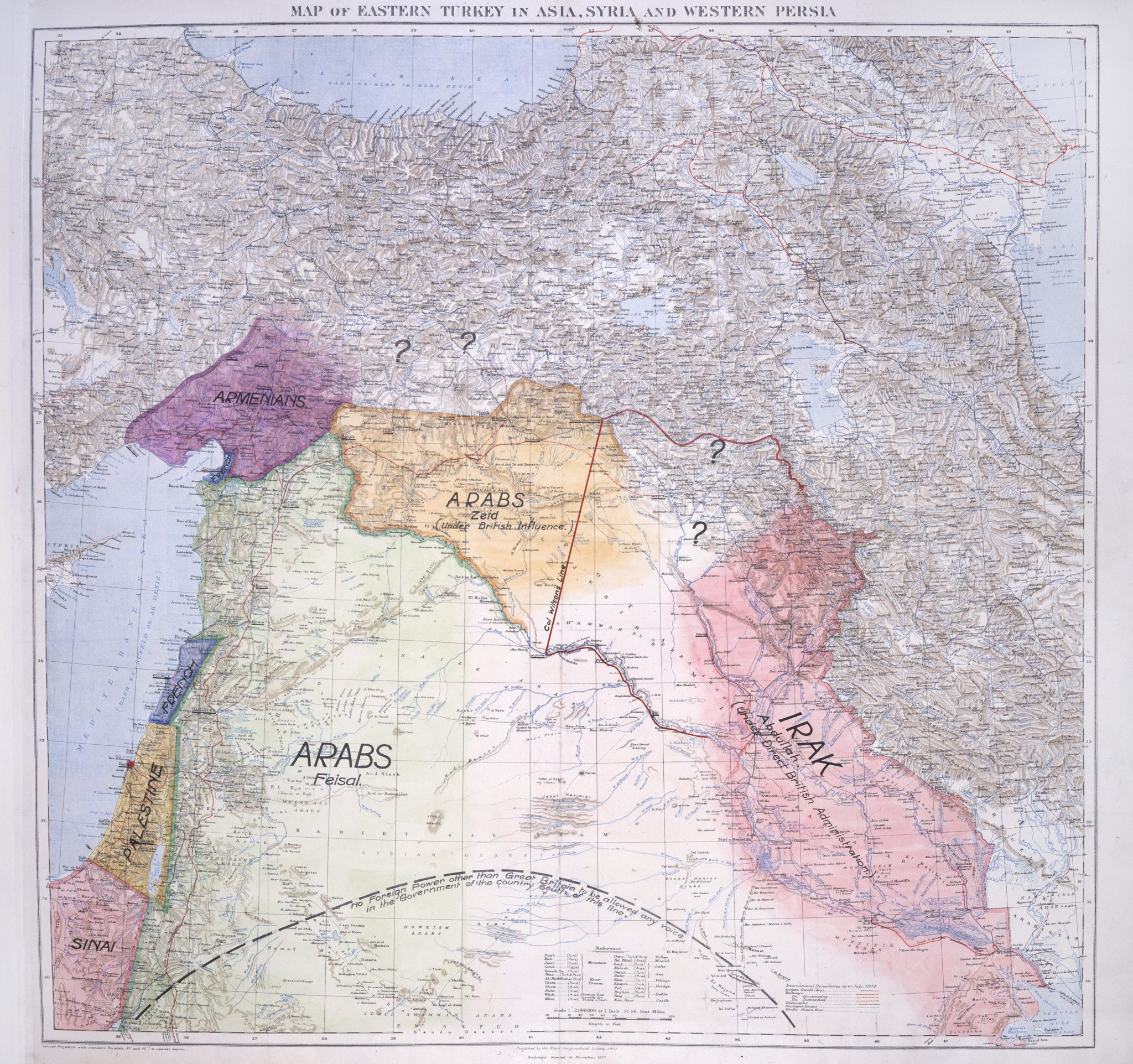
La solution chérifienne originale, illustrée dans une carte présentée par Lawrence d’Arabie au comité oriental du cabinet de guerre en novembre 1918, est remplacée par la politique convenue lors de la conférence du Caire de 1921.

Selon les termes de la correspondance McMahon-Hussein de 1915 et de l'accord Sykes-Picot de 1916, la Transjordanie doit faire partie d'un État arabe ou d'une confédération d'États arabes. Au printemps 1918, les forces britanniques se retirent de la Transjordanie après leurs première et deuxième attaques sur le territoire, ce qui témoigne de leurs idées politiques sur l'avenir de la région, qu'elles ont l'intention d'intégrer à un État arabe syrien. Les Britanniques vainquent ensuite les forces ottomanes en Transjordanie à la fin du mois de septembre 1918, quelques semaines avant la capitulation générale de l'Empire ottoman.
La Transjordanie n'est pas mentionnée lors des discussions de San Remo en 1920,, au cours desquelles le mandat pour la Palestine est attribué. La Grande-Bretagne et la France conviennent que la frontière orientale de la Palestine sera le Jourdain, comme indiqué dans l'accord Sykes-Picot. Cette année-là, deux principes se dégagent du gouvernement britannique. Le premier est que le gouvernement palestinien ne s'étendra pas à l'est du Jourdain ; le second est l'interprétation choisie par le gouvernement - bien que contestée - de la correspondance McMahon-Hussein, qui propose que la Transjordanie soit incluse dans la zone d'« indépendance arabe » (à l'exclusion de la Palestine),.

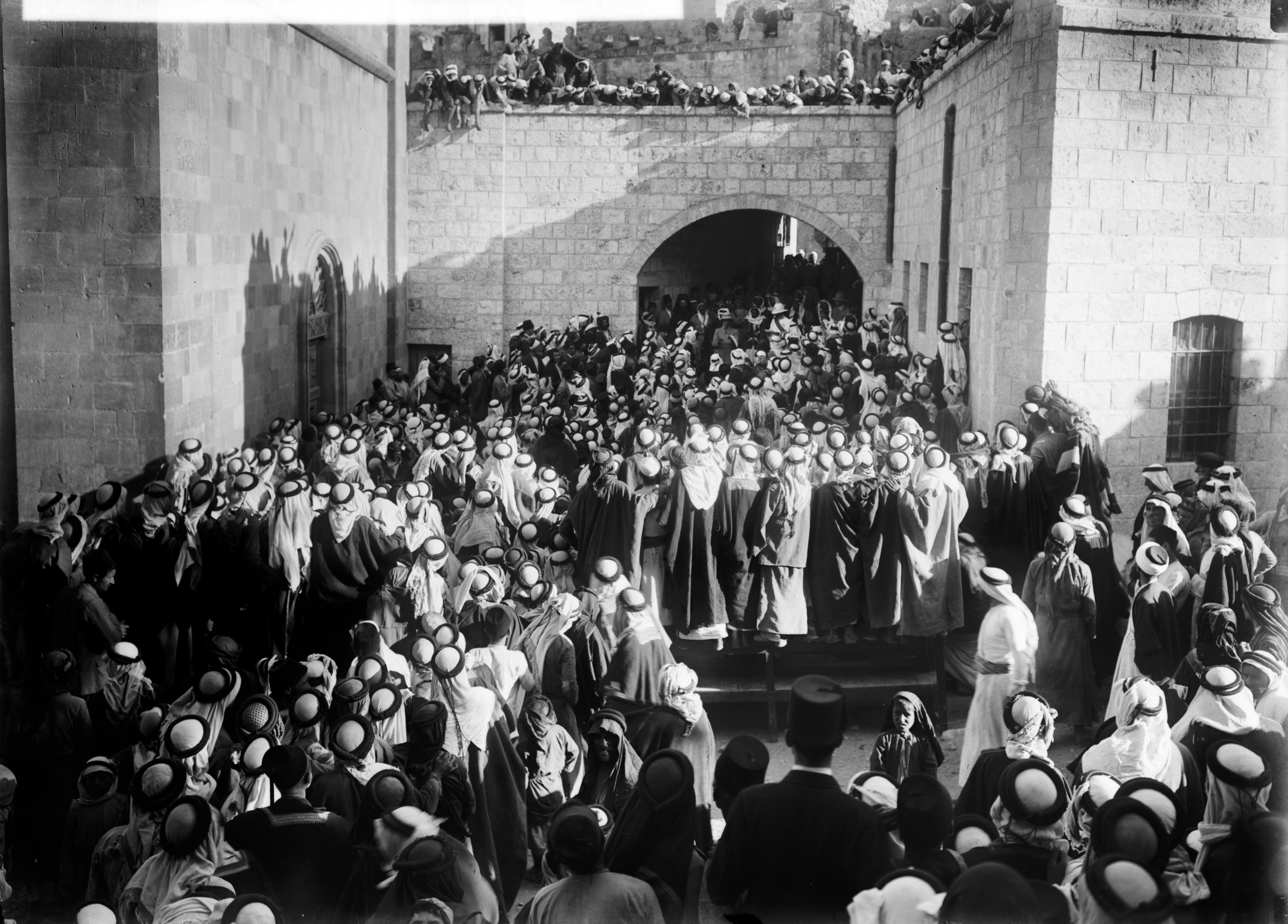
Proclamation d'Herbert Samuel à Salt (Jordanie) le 21 août 1920 dans la cour de l'église catholique de l'Assomption de Notre-Dame. Samuel est réprimandé quelques jours plus tard par Curzon, qui déclare : Il ne doit pas être question d'établir une quelconque administration britannique dans cette région,,.

En ce qui concerne le royaume arabe de Syrie de Fayçal, les Français renversent le gouvernement nationaliste nouvellement proclamé par Hachem al-Atassi et expulsent le roi Fayçal de Syrie après la bataille de Khan Mayssaloun du 23 juillet 1920. Les Français forment un nouvel État de Damas après la bataille et s'abstiennent d'étendre leur domination à la partie sud du domaine de Fayçal ; la Transjordanie devient pour un temps un no man's land ou, comme le dit Samuel, « politiquement à l'abandon »,.
Plusieurs personnes se sont plaintes que la situation politique n'avait pas été traitée avec suffisamment de clarté, que les questions du mandat et des frontières n'avaient pas été évoquées. Le mandat est publié et ne peut plus être modifié, à une exception près, que je vais maintenant expliquer. La Transjordanie, qui dans le premier projet de mandat se trouvait en dehors du champ d'application du mandat, est maintenant incluse. L'article 25 du mandat qui se trouve actuellement devant la Société des Nations contient cette disposition. Ainsi, M. de Lieme, la question des frontières orientales est résolue. La réponse à cette question sera encore meilleure lorsque la Cisjordanie sera si pleine qu'elle débordera sur la Transjordanie. La frontière nord n'est toujours pas satisfaisante. Nous avons fait toutes les démarches, nous avons présenté tous les arguments et le gouvernement britannique a fait tout ce qui était en son pouvoir à cet égard. Nous n'avons pas obtenu ce que nous souhaitions, et je regrette de devoir vous le dire. La seule chose que nous ayons obtenue est la concession d'une voix dans la discussion sur le droit de l'eau. Il y a tout juste une semaine, lorsque l'administration palestinienne, sous la pression de quelques soldats, a voulu modifier nos frontières, nous avons protesté avec force et confirmé les frontières selon les lignes convenues. Ce n'est pas satisfaisant, mais avec les forces dont nous disposons, nous ne pouvions rien faire d'autre. Il en va de même pour le mandat.

Le Congrès note avec satisfaction que la Transjordanie, que le peuple juif a toujours considérée comme partie intégrante d'Erez Israël, sera à nouveau incorporée dans le territoire sous mandat de la Palestine. Le Congrès déplore que la question de la frontière nord d'Erez Israël, malgré tous les efforts de l'Exécutif, n'ait pas encore reçu de solution satisfaisante.

Après l'occupation française, les Britanniques veulent soudainnement savoir ce qu'est la « Syrie » pour laquelle les Français ont reçu un mandat à San Remo et si elle comprend la Transjordanie. Le ministre britannique des affaires étrangères, George Curzon, décide finalement que ce n'est pas le cas ; la Transjordanie restera indépendante, mais dans le cadre d'une relation étroite avec la Palestine. Le 6 août 1920, George Curzon écrit au nouveau haut-commissaire Herbert Samuel à propos de la Transjordanie : « Je suggère que vous fassiez savoir immédiatement que dans la région située au sud de la ligne Sykes-Picot, nous n'admettrons pas l'autorité française et que notre politique pour cette région est d'être indépendante tout en entretenant des relations étroites avec la Palestine,. » Herbert Samuel répond à Georges Curzon : « Après la chute de Damas il y a quinze jours [...]. Les cheikhs et les tribus à l'est de la Jordanie sont totalement insatisfaits du gouvernement de Shareefian et il est peu probable qu'ils acceptent une reprise
 », et il demande que certaines parties de la Transjordanie soient placées directement sous son contrôle administratif. Deux semaines plus tard, le 21 août, Samuel se rend en Transjordanie sans l'autorisation de Londres. 
Lors d'une réunion avec 600 dirigeants à Salt, il annonce l'indépendance de la région vis-à-vis de Damas et son absorption dans le mandat (proposant de quadrupler la zone sous son contrôle par capitulation tacite). Samuel assure son auditoire que la Transjordanie ne sera pas fusionnée avec la Palestine,. George Curzon était en train de réduire les dépenses militaires britanniques et n'était pas disposé à engager des ressources importantes dans une région considérée comme ayant une valeur stratégique marginale. Il répudie immédiatement l'action de Herbert Samuel et envoie (via le Foreign Office) une réitération de ses instructions pour minimiser l'étendue de l'engagement britannique dans la région : « Il ne doit pas être question d'établir une administration britannique dans cette région, ». Fin septembre 1920, Curzon charge un secrétaire adjoint du Foreign Office, Robert Vansittart, de ne pas définir la frontière orientale de la Palestine et d'éviter « tout lien définitif » entre la Transjordanie et la Palestine afin de laisser la voie libre à un gouvernement arabe en Transjordanie. Curzon écrit ensuite en février 1921 : « Je suis très préoccupé par la Transjordanie... Sir H. Samuel veut en faire une annexe de la Palestine et un débouché pour les Juifs. Je m'oppose à lui. »
Le 21 novembre 1920, Abdallah, frère du roi Fayçal récemment déchu, entre dans Ma'an à la tête d'une armée de 300 à 2 000 hommes,. Entre cette date et la fin mars 1921, l'armée d'Abdallah occupe toute la Transjordanie avec un certain soutien local et sans opposition britannique
.
La conférence du Caire est convoquée le 12 mars 1921 par Winston Churchill alors ministre britannique des colonies, et dure jusqu'au 30 mars. Elle a pour but d'approuver un arrangement selon lequel la Transjordanie serait ajoutée au mandat palestinien, avec Abdullah comme émir sous l'autorité du Haut Commissaire, et à la condition que les dispositions relatives au Foyer national juif du mandat palestinien ne s'appliquent pas à cette région. Le premier jour de la conférence, le département du Moyen-Orient du ministère des Colonies expose la situation de la Transjordanie dans un mémorandum. Le 21 mars 1921, les conseillers juridiques du Foreign and Colonial Office décident d'introduire l'article 25 dans le mandat palestinien afin de permettre l'ajout de la Transjordanie.

## Rédaction
Les puissances mandataires prévues devaient soumettre à la Société des Nations, lors de la Conférence de paix de Paris, des déclarations écrites proposant des règles d'administration dans les zones mandatées. La rédaction du mandat palestinien commence bien avant son attribution officielle à San Remo en avril 1920, car il est évident, après la fin de la guerre, que la Grande-Bretagne est la puissance privilégiée dans la région,. Le mandat fait l'objet de plusieurs projets : les propositions sionistes de février 1919 à la conférence de paix ; un projet de compromis de décembre 1919 entre les Britanniques et les sionistes ; un projet de juin 1920 après l'« l'atténuation » de Curzon, et le projet de décembre 1920 soumis à la Société des Nations pour commentaires,.